# Дженга Серматтеи, Габриэле делла
Габриэле делла Дженга Серматтеи (итал. Gabriele della Genga Sermattei; 4 декабря 1801, Ассизи, Папская область — 10 февраля 1861, Рим, Папская область) — итальянский кардинал, доктор обоих прав. Племянник Папы римского Льва XII. Титулярный архиепископ Бейрута с 29 июня 1833 по 23 июня 1834. Архиепископ Феррары с 23 июня 1834 по 13 января 1843. Апостольский легат в Урбино и Пизе с 19 января 1843 по 14 апреля 1852. Префект Священной Конгрегации по делам епископов и монашествующих с 14 апреля 1852 по 10 октября 1860. Префект Священной Конгрегации дисциплины монашествующих с 12 марта 1856 по 10 октября 1860. Камерленго Священной Коллегии Кардиналов с 15 марта 1858 по январь 1859. Секретарь Апостольских бреве с 13 октября 1860 по 10 февраля 1861. Кардинал-священник с 1 февраля 1836, с титулом церкви Сан-Джироламо-дельи-Скьявони с 4 февраля 1836.